# Farol do Europa Point
O Farol do Europa Point (em inglês: Europa Point Lighthouse) é um farol que se localiza no Europa Point, Gibraltar. A sua construção data de 1841.